# Andinoacara latifrons
Andinoacara latifrons è un pesce osseo d'acqua dolce della famiglia Cichlidae.

## Distribuzione e habitat
Questa specie è diffusa in America del sud, in particolare in Colombia (bacino del San Juan).

Vive spesso in popolazioni abbondanti in laghetti e stagni della foresta.

## Acquariofilia
Ha bisogno di acqua tenera e moderatamente acida (pH compreso tra 6,5 e 7,5).